# 山田規三生
山田規三生（やまだ きみお，1972年9月9日—），日本职业围棋棋手，隶属日本棋院关西总本部。籍贯大阪市，哥哥山田至宝六段和山田和贵雄七段也是职业棋手。师从山下顺源七段门下，1989年入段，2006年升为九段。六次参加农心杯，在第9届终结了王檄的三连胜。

## 獎項
- 1997年：第22届新人王战冠军，第45届王座战冠军
- 1998年：新锐战冠军
- 1999年：龙星战冠军
- 2000年：获得第5届三星杯亚军
- 2004年：第29届碁聖戰挑战者
- 2006年：第61届本因坊战挑战者